# 1-2-3 Corona
Der Schwarzweißfilm 1-2-3 Corona, von August bis Dezember 1947 in Berlin und Potsdam-Babelsberg von der DEFA gedreht, ist ein deutscher „Trümmerfilm“. Es handelt sich um einen Jugend- und Kinderfilm mit heiteren Zügen.

## Inhalt
Im Sommer 1945 in den Trümmern von Berlin sind die Schulen noch geschlossen. Zwei Banden von elternlosen Jungen beenden ihre Rivalität (Schwarzmarktgeschäfte, Diebstähle), weil sie gemeinsam Schuld am Unfall der gleichfalls jungen Zirkusartistin Corona haben. Sie bringen die von ihrem Wanderzirkus im Stich Gelassene in einem Bauwagen unter, sorgen für ihre Pflege und denken sich für sie einen kleinen Zirkus aus, den sie dann weiter betreiben. Der Film hat sein Happy End, als ein richtiger Zirkusdirektor die junge Trapezkünstlerin entdeckt, die beiden in sie verliebten jungen Bandenführer in die Artistenausbildung aufnimmt, einige Jungs der Gruppe auch gleich mit anheuert und sie sämtlich ihrem perspektiv- und trostlosen Leben entrissen werden.

## Produktion und Veröffentlichung
1-2-3 Corona war der erste Film, der nach dem Zweiten Weltkrieg und der Gründung der DEFA wieder auf dem ehemaligen Ufa-Gelände Babelsberg entstand. Weitere Aufnahmen entstanden im Atelier Berlin-Johannisthal (Jofastudios der Tobis Filmkunst), die Außenaufnahmen stammen aus Berlin-Charlottenburg und vom Circus Barlay am Exerzierplatz an der Schönhauser Allee. Für die Bauten waren Wilhelm Vorwerg und Otto Gülstorff zuständig. Die Liedtexte schrieb Hans Fritz Beckmann. Gefilmt wurde auf 35-mm.
Der Film wurde am 3. September 1948 von der Zensur freigegeben und hatte seine Erstaufführung am 17. September 1948 im Berliner Kino Babylon. Als Austauschfilm Mittel-Deutschland/West-Deutschland war er am 26. November 1948 erstmals in Berlin-West und am 30. November 1948 erstmals in Düsseldorf zu sehen. Er war recht erfolgreich und wurde auch in Skandinavien gezeigt.

## Kritik
„Lebensnaher, mit anspruchslosen Mitteln sympathisch gestalteter Zirkusfilm.“